# Катеринката
Катеринката е галеното име на несъществуваща вече железопътна линия, минаваща през Шумен. Линията е била с дължина 6,3 km. Построена е през 1911 г. от пивоварното дружество „Българско пивоварно дружество Шумен – Русе“ и е била най-дългата частна индустриална линия за времето си в България. Изградена е с цел да доставя суровини и отвежда продукция между Пивоварния завод в града и железопътната гара. Обслужвана е от парен локомотив и три вагона, доставени от Германия. Композицията се е движела по разписание два пъти дневно – сутрин и следобед. Линията е демонтирана през 70-те години на XX век.
Основният маршрут е следвал трасето на днешния бул. „Владайско въстание“ в Шумен (по основите на крепостната ограда) като постепенно се е изкачвала и движела по склона на Шуменското плато, наречен „Илчов баир“.